# Sô-Ava
Sô-Ava är en kommun i departementet Atlantique i Benin. Kommunen har en yta på 218 km2, och den hade 118 547 invånare år 2013.

## Arrondissement
Sô-Ava är delat i sju arrondissement: Ahomey-Lokpo, Dékanmey, Ganvié I, Ganvié II, Houédo-Aguékon, Sô-Ava och Vekky.